# کتسارین چایچالرمپول
کتسارین چایچالرمپول (تایلندی: เกศรินทร์ ชัยเฉลิมพล؛ زاده ۱۸ ژانویهٔ ۱۹۸۵) یک بازیگر زن پورنوگرافی اهل تایلند است.